# Пачаёль
Пачаёль — река в России, протекает в округе Вуктыл Республики Коми. Левый приток Лемъю.

## География
Устье реки находится в 62 км по левому берегу реки Лемью. Длина реки составляет 14 км.

## Данные водного реестра
По данным государственного водного реестра России относится к Двинско-Печорскому бассейновому округу, водохозяйственный участок реки — Печора от водомерного поста у посёлка Шердино до впадения реки Уса, речной подбассейн реки — бассейны притоков Печоры до впадения Усы. Речной бассейн реки — Печора.
Код объекта в государственном водном реестре — 03050100212103000061340.